# Programming for non-fiction
《Programming for non-fiction 》是麻生夏子的第2張單曲。於2009年7月23日由MellowHead公司發行。

## 收錄曲

### 通常盤
1. Programming for non-fiction 
  - 作詞 ： こだまさおり、作曲、編曲：ぺーじゅん
  - 電視動畫《簡單易懂的現代魔法》主題歌
2. Music for science&magic 
  - 作詞：サエキけんぞう 、作曲、編曲：酒井陽一
3. Programming for non-fiction （Instrumental）
4. Music for science&magic（Instrumental）

## 相關項目
- 簡單易懂的現代魔法
- Made in WONDER

## 外部連結
- 麻生夏子官方网站